# Johnny Mølby
Johnny Mølby (* 4. Februar 1969 in Kolding) ist ein dänischer Fußballtrainer und ehemaliger Fußballspieler.

## Verein
Mølby kommt aus der Jugend von Vamdrup IF; über Kolding IF kam er zu Vejle BK, wo er am 17. Februar 1987, wenige Tage nach seinem 18. Geburtstag, sein Debüt in der ersten Mannschaft gab. Bis Ende 1991 spielte er in Vejle und wechselte in der Winterpause ins Ausland; Mølby unterschrieb beim französischen FC Nantes, der zum damaligen Zeitpunkt Erstligist und Spitzenklub war. In der Saison 1992/93 stand er beim Bundesligisten Borussia Mönchengladbach unter Vertrag. Dort absolvierte er in der Hinrunde elf Liga- und zwei Pokalspiele. In der Rückrunde kam er nur noch dreimal, in der Hinrunde 1993 noch je zweimal in Liga und Pokal zum Einsatz und wechselte schließlich nach Belgien zum KV Mechelen, für den er bis Ende 1995 44 Ligaspiele bestritt.
Nach seiner Rückkehr in die dänische Liga machte er am 10. November 1995 sein erstes von 30 Ligaspielen für Aalborg BK; 1997 wechselte er zum Ligakonkurrenten Aarhus GF, für den er bis Ende der Saison 1999/2000 weitere 63 Spiele bestritt. Zum 1. Juli 2000 ging er als Spielertrainer zum Drittligisten Kolding IF; ab dem 1. Januar 2004 war er dort Cheftrainer, bevor er am 1. Juli 2008 als Co-Trainer zu Aarhus GF wechselte. Mit Kolding stieg er 2005 in die zweite Liga auf.

## Nationalmannschaft
Am 26. April 1988 gab der 19-Jährige sein Debüt in der U-21-Nationalmannschaft bei einem 2:1-Sieg in Tulln gegen die U-21 Österreichs. Weiteren fünf Einsätzen unter Trainer Richard Møller Nielsen im U-21-Team im Jahre 1988 folgte das Debüt in der A-Nationalmannschaft bei einem Turnier in Malta. Gegen die maltesische Mannschaft am 8. Februar 1989 in Ta’ Qali wurde Mølby in der 81. Minute von Sepp Piontek für Brian Laudrup eingewechselt. Bis Februar 1993 spielte er insgesamt 16-mal für die Rot-Weißen, darunter in der Qualifikation zur EM 1992. In der Endrunde gehörte er zum Kader, wurde aber nicht eingesetzt. Sein letztes Spiel unter dem Danebrog machte er am 24. Februar 1993 in Mar del Plata im Artemio-Franchi-Pokal gegen Argentinien; im Elfmeterschießen traf er zum zwischenzeitlichen 3:2 für Dänemark (Endergebnis 5:6).

## Privates
Johnny Mølby ist ein Cousin von Jan Mølby, der ebenfalls dänischer Nationalspieler war.